# Acta Psychiatrica Scandinavica
Acta Psychiatrica Scandinavica — скандинавский рецензируемый научный журнал, публикующий материалы по клинической психиатрии, результаты экспериментальных исследований, рецензии на книги и статьи. Издаётся ежемесячно на английском языке. Принимая к публикации работы авторов из самых разных стран, журнал призван служить международным форумом, способствующим развитию теории и практики психиатрии. Все выпуски журнала находятся в свободном доступе в электронной библиотеке Wiley Online Library. Импакт-фактор журнала — 5,605.